# Elektromotorische Bremse
Bei einer elektromotorischen Bremse oder auch elektrischen Generatorbremse wird die Bewegungsenergie bzw. die Lageenergie der bewegten Massen in elektrische Energie umgeformt. Sie ist im Grunde ein im Generatorbetrieb arbeitender Elektromotor und arbeitet im Wesentlichen verschleißfrei.

## Allgemeines

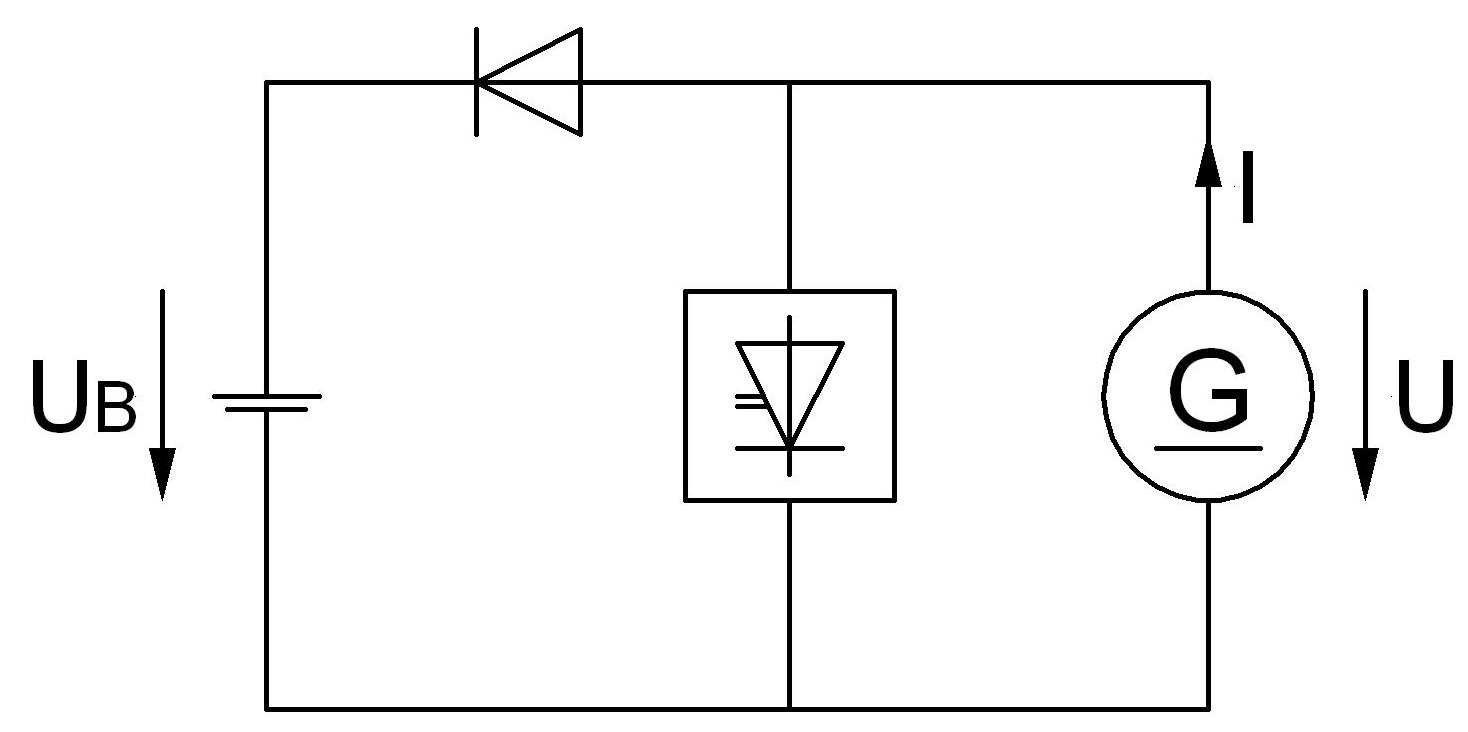
Nutzbremsschaltung mit Thyristorschalter

Bezüglich der Verwendung der gewonnenen elektrischen Energie unterscheidet man zwei Bauarten:
- Wird sie in die Stromzuleitung oder Oberleitung bzw. in einen Energiespeicher (beispielsweise eine Starter/Bordnetzbatterie oder Hochleistungs-Kondensator) eingespeist, so spricht man von einer Nutzbremse oder – weil diese Energiegewinnung Rekuperation genannt wird – von einer Rekuperationsbremse.
- Wird sie über elektrische Widerstände in thermische Energie umgewandelt, so nennt man sie Widerstandsbremse. Diese gilt – sofern sie nicht eben für Heizungszwecke verwendet wird – als veraltet.

Darüber hinaus gibt es noch die Möglichkeit, als Notbremse einen direkten elektrischen Kurzschluss durchzuführen. Bei bestimmten Motortypen kann eine Ankerkurzschlussbremsung verwendet werden, bei dem der Anker (Rotor einer Gleichstrommaschine) kurzgeschlossen wird. Dieses Verfahren sollte nur zum Einsatz kommen, wenn der Motor nicht mehr mit obigen beiden Verfahren hinreichend schnell gebremst werden kann, da die komplette Bremsleistung als Wärme im Motor und in der Kurzschlusseinrichtung auftritt.
Da die Bremswirkung der elektromotorischen Bremse mit sinkender Geschwindigkeit abnimmt, wird zum Anhalten und als Feststellbremse stets eine zusätzliche mechanische Bremse benötigt.
Genutzt werden elektromotorische Bremsen sowohl als Nutz- als auch als Widerstandsbremse bei elektrischen Lokomotiven, Triebwagen, Oberleitungsbussen und Kraftfahrzeugen, Förderbändern im Bergbau oder bei allen Seilbahnen, insbesondere Erztransport- und Materialseilbahnen. Bei Fahrzeugen mit dieselelektrischem Antrieb ist die Anwendung der elektrischen Widerstandsbremse ebenfalls möglich und üblich.
Hauptvorteile dieser Bremse sind
- geringerer Verschleiß der mechanischen Bremsen
- mögliche Nutzung (z. B. Heizung) oder Rückspeisung der Energie (Rekuperation)

Die Betriebserfahrungen ergaben allerdings schon früh, dass zusätzlich zum Bremsen genutzte Fahrmotoren aus thermischen Gründen etwa 30 % leistungsfähiger ausgelegt werden müssen, als dies zum reinen Antrieb erforderlich wäre.

## Anwendungen

### Schienenverkehr
Zum motorischen Bremsen bei elektrischen und dieselelektrischen Triebfahrzeugen werden die Fahrmotoren in den Generatorbetrieb umgeschaltet. Die dabei umgewandelte „Abfallenergie“ wird in Bremswiderständen in Wärme umgesetzt (→ Widerstandsbremse) und teilweise in Akkumulatoren für die Hilfsbetriebe gesammelt. Elektrische Lokomotiven verfügten zur Wärmeableitung über voluminöse „Bremslüfter“ oder Bremswiderstände mit Fahrtwindkühlung auf dem Dach. Bei Zahnrad-Bergbahn- und Straßenbahnfahrzeugen wird der „Bremsstrom“ im Winter in die Heizkörper in den Personenabteilen geleitet. Insbesondere bei Straßenbahnzügen werden mit dem Bremsstrom auch die Solenoidbremsen der Beiwagen gespeist.
Die Bremsstromrückspeisung (Nutzbremsung) von elektrischen Neubaufahrzeugen beruht auf den Möglichkeiten der Traktionsstromrichter. Die Bremsenergie wird wieder hochtransformiert und in die elektrische Fahrleitung zurückgespeist. Bei Gleichstrombahnen (z. B. Straßenbahn) ist zur Rückspeisung zwar kein netzgeführter Umrichter erforderlich, jedoch ist die Aufnahmefähigkeit des befahrenen Oberleitungsabschnittes nur dann gegeben, wenn mindestens einer der folgenden Fälle zutrifft:
- andere Fahrzeuge fahren auf demselben Abschnitt und beziehen Energie
- das Unterwerk ist rückspeisefähig (aktive Gleichrichtung / Betrieb in vier statt zwei Quadranten der speisenden Wechselspannung)
- an der Strecke sind Kondensatorenstationen (Anlagen mit Doppelschicht-Kondensatoren) zur Zwischenspeicherung vorhanden

Daher müssen die Fahrzeuge die Aufnahmefähigkeit des Netzes prüfen und verfügen auch über die Möglichkeit einer Widerstandsbremsung und/oder führen gegebenenfalls selbst Kondensatoren zur Zwischenspeicherung mit. Ein dafür nutzbares Kriterium ist die Höhe der Spannung. Überschreitet sie einen Maximalwert, dann ist davon auszugehen, dass kein Abnehmer zur Verfügung steht.
Anders wurde das beim Versuchstriebwagen Alstom Coradia LIREX gelöst. Dieser Zug speist in der Dieselversion die Bremsenergie in einen Schwungradspeicher ein. Zur Anfahrt wird die Energie aus dem Speicher wieder zurückgeführt. Es gibt auch Gyroantriebe ohne Dieselmotor, diese laden den Schwungradspeicher an den Endstellen auf; sie sind ebenfalls zur Nutzbremsung in der Lage.
Bei dem noch recht jungen und wenig erprobten Konzept der Solarbahn ist die Rückführung der Bremsenergie in den Energiespeicher, z. B. einen Akkumulator oder Kondensator, unabdingbare Voraussetzung, die relativ geringe Leistung aktueller Solarzellen für einen alltagstauglichen Betrieb effektiv genug nutzen zu können.
2007 deckte die Deutsche Bahn acht Prozent ihres gesamten Strombedarfs für den Eisenbahnbetrieb durch rückgespeiste Bremsenergie. Auch für 2009 gab das Unternehmen diesen Wert an, rund 820 Gigawattstunden. Laut Angaben der Deutschen Bahn liege die Rückspeisequote im Güterverkehr im Jahresmittel bei sechs Prozent.

### Kraftfahrzeuge
Bei Straßenfahrzeugen kann die elektromotorische Bremse nur bei Elektro- und Hybridfahrzeugen, Oberleitungsbussen und Fahrzeugen mit Gyroantrieb verwendet werden, da nur sie elektrische Antriebsmotoren haben. Die Bremsleistung und das Maß der Rekuperation sind abhängig von der Leistung der elektrischen Maschinen, der Speicherleistung und der freien Kapazität der Energiespeicher.
Elektrofahrzeuge und Fahrzeuge mit Hybridantrieb nutzen elektromotorisches Bremsen zum Laden des Fahrzeugakkus. Bekannte Hybridfahrzeuge sind der Prius von Toyota sowie der Civic IMA von Honda. Seit 2007 haben die BMW 1er mit Handschaltgetriebe eine Rekuperation zur Aufladung der Starterbatterie. 3er- und 5er-Reihe folgten wenige Monate später. Diese im BMW EfficientDynamics-Paket vermarktete Technik ist eine Steuerung, bei der der Generator überwiegend im Schubbetrieb des Fahrzeugs Strom erzeugt.
Ähnliche Pakete bieten auch andere Fahrzeughersteller an, zum Beispiel BlueMotion von VW oder BlueEFFICIENCY von Mercedes-Benz.
Teilweise werden zusätzlich zum Akkumulator Doppelschichtkondensatoren mitgeführt, die wesentlich größere Spitzenleistungen abgeben und aufnehmen können.
Beim Gyroantrieb (zum Beispiel in Gyrobussen) wird die Antriebsenergie in einem Schwungradspeicher mitgeführt, der über einen Generator die Fahrzeugmotoren antreibt. Elektromotorisches Bremsen ist durch Generatorbetrieb der Fahrmotoren und Motorbetrieb des Schwungrad-Generators möglich. Fahrzeuge mit Gyroantrieb haben nur geringe Reichweiten. Das Konzept bietet sich daher für Busse an, die ihre Schwungmasse an den Endstellen über einem Stromanschluss laden können.
Oft arbeitet die elektromotorische Bremse mit der elektrohydraulischen Bremse zusammen.

### Standfahrräder
Bei Fahrradergometern und Hometrainern werden in der höheren Preisklasse elektronische Bremssysteme verwendet. Ein Teil der vom Generator erzeugten Energie wird dabei zum primärzellen- und netzautarken Betrieb der Basisfunktionen und des Displays verwendet. Eingebaute Gadgets wie Radio, Bluetooth-Lautsprecher, Ventilator und USB-Ladebuchsen können ebenfalls betrieben werden. Als Last für den Generator wird meist ein elektronisch regelbarer Widerstand verwendet. Manchmal dient auch ein Laderegler für einen externen Akkumulator als Last.